# Carel Philip Sluiter

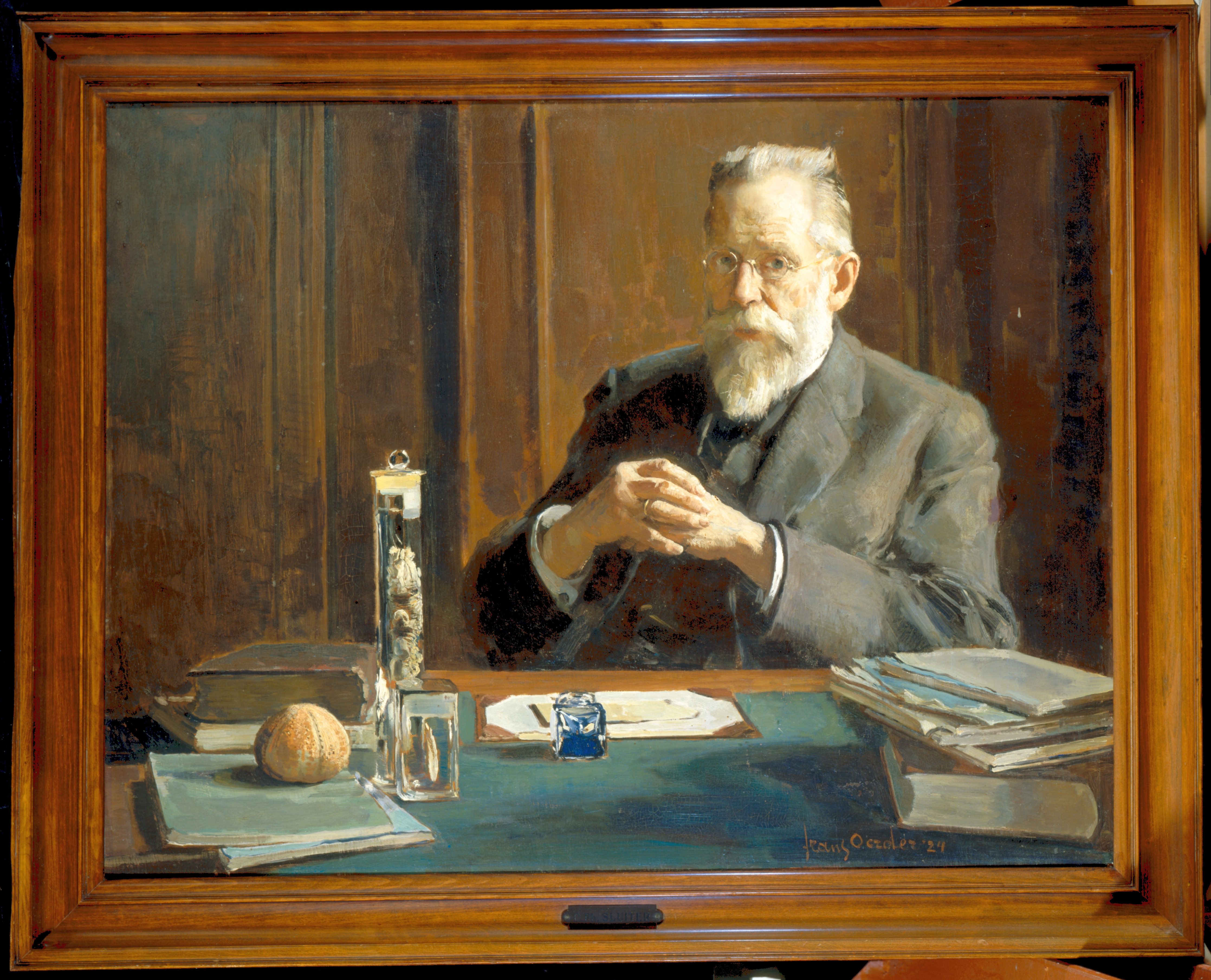
Carel Philip Sluiter, porträtiert von Frans David Oerder (1867–1944) im Jahr 1924

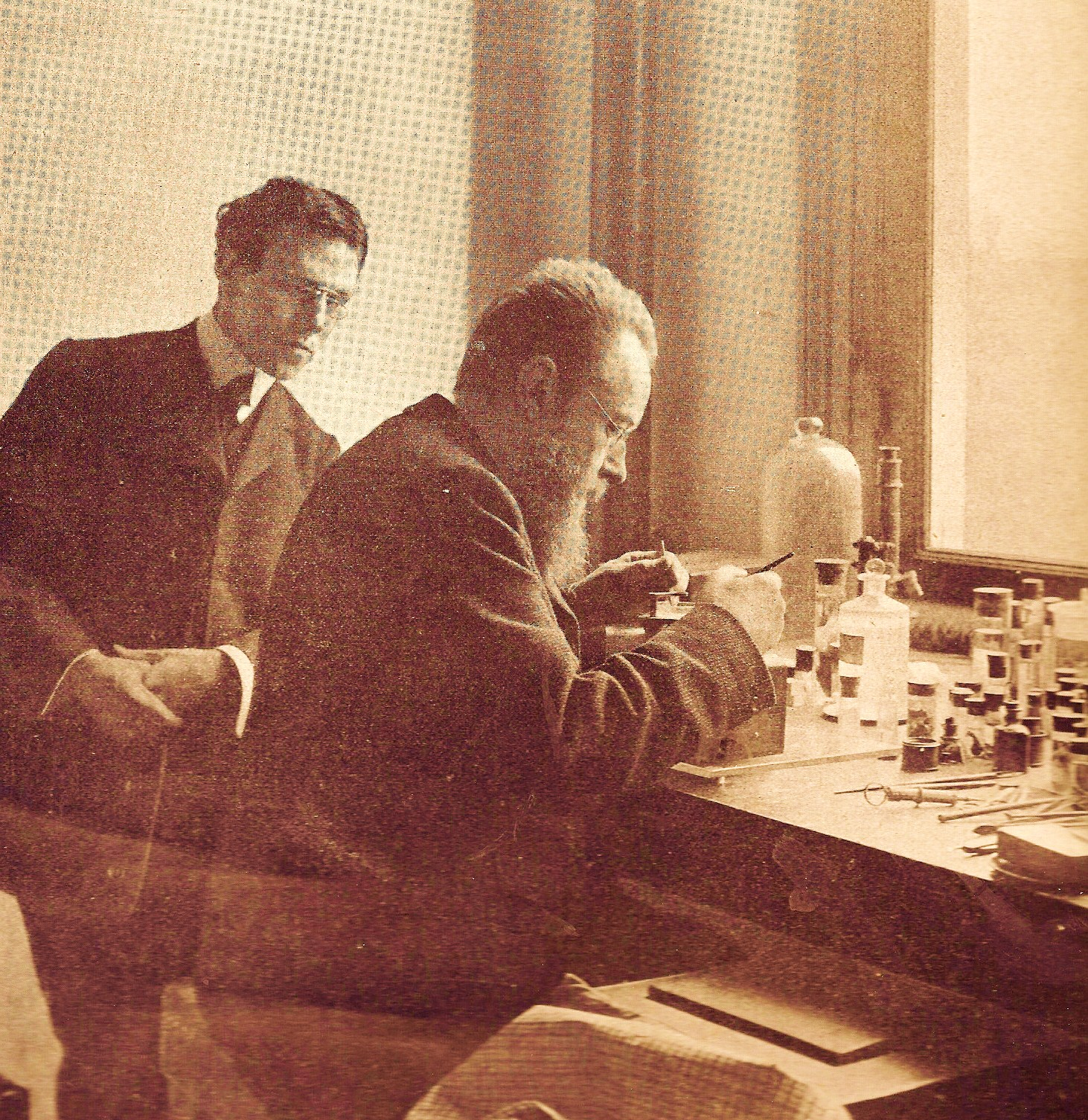
Carel Philip Sluiter in seinem Labor (1907)

Carel Philip Sluiter (* 17. November 1854 in Amsterdam; † 7. August 1933 in Eerbeek), manchmal auch als C. P. Sluiter erwähnt, war ein niederländischer Zoologe.

## Leben
Sluiter war der Sohn des Predigers Hermanus Henricus Sluiter und seiner Frau Philipa Johanna Petronella Metelerkamp. Er war das zweite Kind in der Familie und hatte drei Brüder sowie zwei Schwestern. Nach seinem Abschluss an der Hogereburgerschool in Amsterdam studierte Sluiter zunächst an der Universiteit van Amsterdam sowie an der Ruprecht-Karls-Universität Heidelberg unter Alexander Pagenstecher und Carl Gegenbaur. Von 1877 bis 1878 war er Lehrer an der Hogereburgerschool in Leiden. Am 15. Februar 1878 wurde er mit der Dissertation Bijdrage tot den bouw der kieuwen van Lamellibranchiaten unter der Leitung von Christiaan Karel Hoffmann zum Doktor an der Universität Leiden promoviert. Von Mai bis Oktober desselben Jahres nahm Sluiter an der ersten Expedition des Schoners Willem Barents unter der Leitung von Kapitän Antonius de Bruyne ins Nordpolarmeer teil, wo er Nowaja Semlja, Spitzbergen und Jan Mayen besuchte und umfangreiches zoologisches Material zusammentrug. Von 1879 bis 1890 war er Lehrer am Gymnasium Willem III in Batavia. Während dieser Zeit studierte er die Fauna in der Bucht von Batavia sowie auf den Inseln Billiton und Krakatau. Am 11. März 1891 wurde er als Dozent für Zoologie an die Universiteit van Amsterdam berufen. Am 24. August 1898 wurde er zum Professor für Zoologie ernannt und am 14. Januar 1925 ging er in den Ruhestand. Von 1884 bis 1894 war er korrespondierendes und ab 1918 ordentliches Mitglied der Königlich Niederländischen Akademie der Wissenschaften.
Sluiter befasste sich in seinen Arbeiten mit der faunistischen und anatomischen Beschreibung von Stachelhäutern, Igelwürmern, Seescheiden, Krebstieren und Weichtieren der Fauna Niederländisch-Indiens. Daneben untersuchte er die Entstehung von Korallenriffen. Er bearbeitete die Seescheiden von Richard Semons Reise nach Neuguinea und den Molukken, die Seescheiden und Igelwürmer von Max Webers Expedition in die Gewässer Südafrikas, die vom Fürsten von Monaco gesammelten Igelwürmer sowie die Seescheiden von der Schauinsland-Expedition nach Australien.

## Privates
Sluiter war zweimal verheiratet. Seine erste Frau war Susanna Petronella Kraaij, eine gebürtige Amsterdamerin. Ihre Ehe wurde am 27. Dezember 1878 in Amsterdam eingetragen. Sie hatten zwei Kinder: Sohn Carel Herman, der Lehrer wurde, und Tochter Catharina Petronella. Im Januar 1922 starb Sluiters Frau im Alter von 71 Jahren.
Im Juni 1924 heiratete Sluiter die 43-jährige Österreicherin Eleonore Emma Helene Foglar. Aus dieser Ehe gingen keine Kinder hervor.

## Dedikationsnamen
- Carapus sluiteri (Weber, 1905)
- Culeolus sluiteri Ritter, 1913
- Doderleinia sluiteri Van Der Horst, 1921
- Ecteinascidia sluiteri Herdman, 1906
- Eudistoma sluiteri Hartmeyer, 1909
- Leptoclinides sluiteri Brewin, 1950
- Molgula sluiteri (Michaelsen, 1922)
- Nymphon sluiteri Hoek, 1901
- Perichaeta sluiteri Horst, 1890
- Pilumnus sluiteri de Man, 1892
- Polyclinum sluiteri Brewin, 1956
- Polyplectana sluiteri Heding, 1928
- Proneomenia sluiteri Hubrecht, 1880
- Pterocyclos sluiteri O. Boettger, 1890
- Rynkatorpa sluiteri (Fisher, 1907)
- Sluiterina Monro, 1927
- Starksia sluiteri (Metzelaar, 1919)
- Trididemnum sluiteri Brewin, 1958